# Höstdagmal
Höstdagmal (Diurnea lipsiella) är en fjärilsart som först beskrevs av Michael Denis och Ignaz Schiffermüller 1775.  Höstdagmal ingår i släktet Diurnea, och familjen Dagmalar, (Chimabachidae). Enligt den finländska rödlistan är arten nära hotad i Finland. Arten är reproducerande i Sverige. Artens livsmiljö är friska och torra lundar.

## Bildgalleri

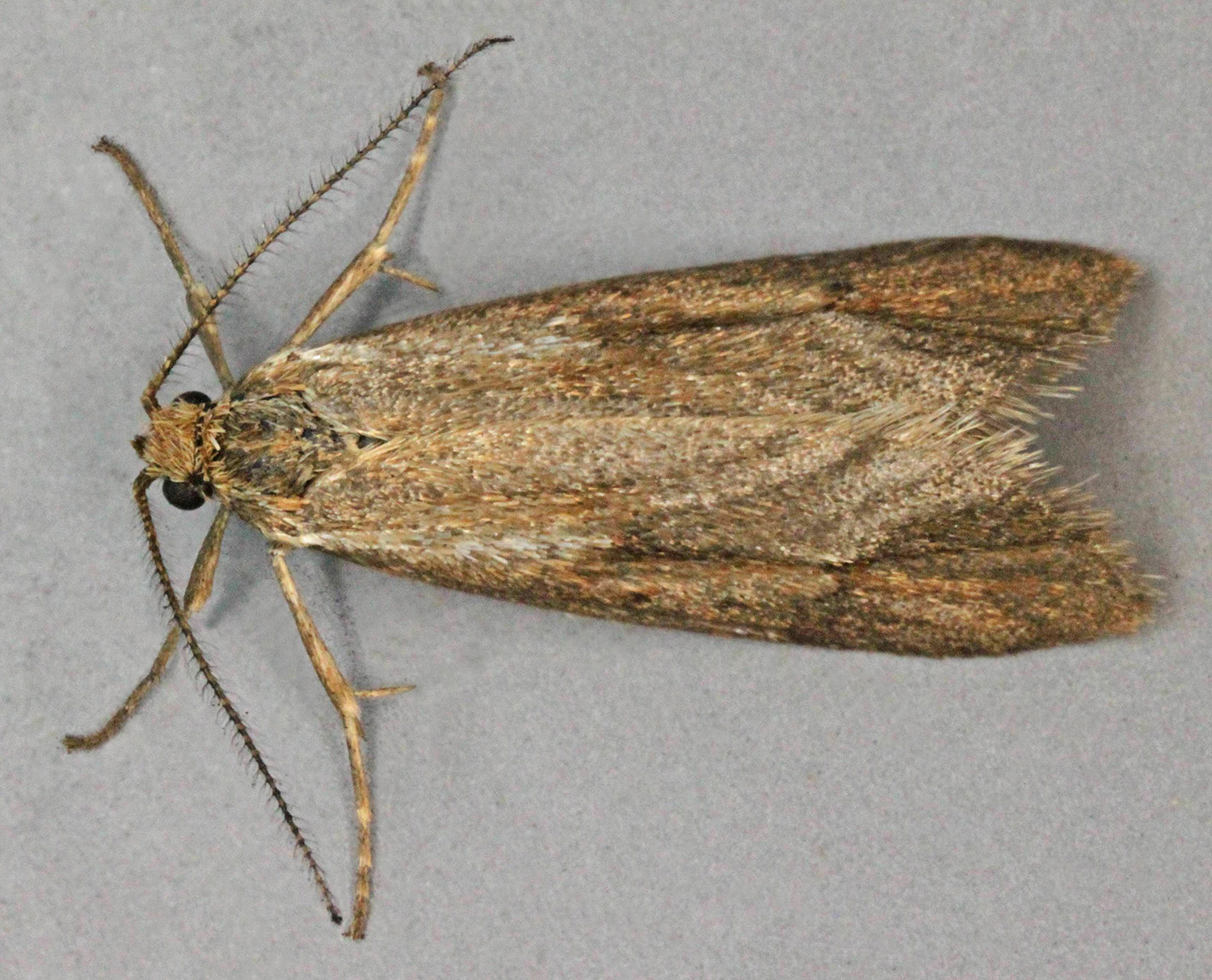
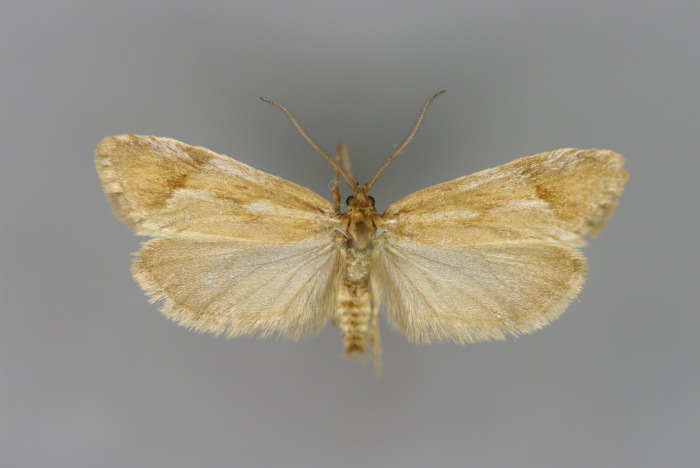
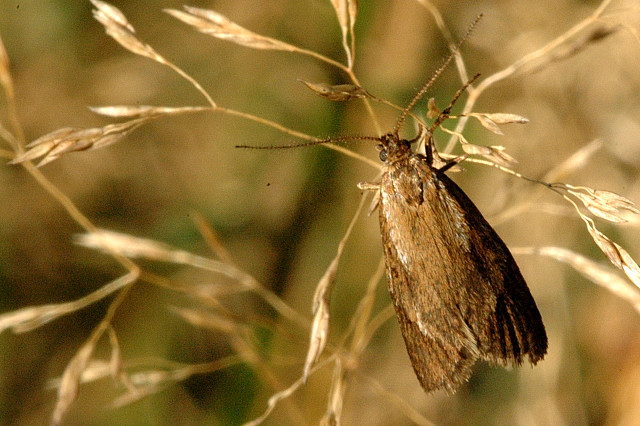